# Nærum
Nærum er en nordlig bydel i Storkøbenhavn i Rudersdal Kommune i Nærum Sogn. Bydelen Holte-Nærum har 20.092 indbyggere  (2025). Byen indeholder både villakvarterer, rækkehuse og etagebyggerier. Nærum afgrænses mod nord af Kighanerenden, mod øst af Jægersborg Hegn, mod syd af Mølleåen og mod vest af Helsingørmotorvejen.
Byen har eksisteret siden jernalderen, men det varer indtil 1186, før Nærum nævnes første gang i skriftlige kilder. Frem til omkring 1900 var det en landsby, men befolkningstallet øgedes støt i første halvdel af 1900-tallet.
Nærum var før kommunalreformen i 2007 en del af Søllerød Kommune.
Der er endestationen for Nærumbanen, der går fra Jægersborg Station og bliver delt af Helsingørmotorvejen. Fra stationen kører adskillige busser. Brüel & Kjærs hovedkvarter ligger centralt i byen. I 2003 åbnede Nærum Gymnasium, der er blandt de nyeste gymnasier i Danmark. Byen har to museer: Sommer's Automobile Museum og en lille bygning med historisk brandslukningsudstyr. Desuden er området berømt for C.Th. Sørensens kolonihaver De Runde Haver. Ruten, som blev benyttet til VM i landevejscykling 2011, går igennem Nærum og har siden været brugt til Post Danmark Rundt.

## Etymologi
Nærum (1186 Niartherum, 1193 Niatharum) er opkaldt efter Njord i ejefald på gammeldansk Niarthar, der var gud for fiskeri, søfart og frugtbarhed i den nordiske mytologi. Efterleddet er -rum i betydningen "åben plads fremkommet ved rydning". Nærum menes at henvise til Njords hjem.

## Historie

### Forhistorie
Der er fundet spor efter mennesker og menneskelig aktivitet på Nærum-sletten og i Nærumområdet siden bondestenalderen. Fra stenalderen en sløjfet langdysse, to hellekister og enkelte dele af flintredskaber på Pueholm. Fra bronzealderen vidner mange gravhøje i området (eksisterende såvel som sløjfede) om menneskelig beboelse. Nogle af højene var dog oprindeligt fra stenalderen, men var blev genbrugt i bronzealderen og der er i de undersøgte høje fundet såvel skeletrester og flinteredskaber fra stenalderen som et bronzesværd fra bronzealderen. Selve den nuværende landsby ved navn Nærum har eksisteret siden jernalderen. Den ældste del af byen ligger omkring gadekæret og op ad bakken til hovedgaden.
I forbindelse med en arkæologisk udgravning i 2019 fandt man et lerkar, som er dateret til bondestenalderen fra omkring 4000 år f.v.t., som arkæologerne har tolket til, at der muligvis har været kultisk aktivitet her.

### Middelalderen til moderne tid
I 1193 omtales byen som Niartharum.
På en mark umiddelbart syd for den nuværende by blev der i 2019 udgravet en kirkegård fra overgangen mellem vikingetiden til middelalderen. I alt blev der fundet omkring 400 grave, med personer, som er gravlagt i perioden 1000-1200. Et område midt på kirkegården var ingen gravlagt, og man mener, at her har ligget en kirke, som blev opgivet omkring år 1200, hvor Søllerød Kirke blev bygget. Kirken har sandsynligvis været mindre trækonstruktion på maks. 50-70 m2. Man kender kun til ganske få danske kirkegårde fra denne periode, og kirken er hverken beskrevet i skriftlige kilder eller afbildet på kort.
Første gang bynavnet Nærum omtales er i et brev fra 21. oktober 1186 fra pave Urban 3., hvori han stadfæster, at Absalon samme år havde givet kirken i Roskilde en testamentarisk jordegave herunder indbefattende Virum, Høsterkøb og Nærum "med alle deres tilliggender".
Der blev fundet en møntskat nedlagt omkring 1257-1259 bestående af ca. 100 mønter i 1977-78.
Nærum havde i 1682 i fællesskabets tid 12 gårde samt 10 huse uden jord, i alt 386,5 tdr. land dyrket areal skyldsat til 81,62 tdr htk. Dyrkningsformen var trevangsbrug. For 9 gårde i 1635 var fordelingen af udsæden således: rug 55%, byg 33% og havre 12%.

### 1700 - 1940'erne
Centralt i bydelen ligger Nærumgård, som blev bygget i 1756 som landsted. I 1857 overtog D.B. Adler bygningerne, og han besluttede, at det efter hans død skulle omdannes til Nærum Børnehjem, hvilket skete i 1886. Ved enkens død i 1908 blev det solgt til Københavns Kommune med klausul om, at forsætte børnehjemsdriften. Det har siden taget navneforandring til Døgninstitutionen Nærumgård, og huser unge med udviklingshæmning og autimespektrumforstyrrelser.
En moderne sogneskole blev opført i 1901 som afløser for Nærums oprindelige landsbyskole. En kostskole, Nærum Kostskole, opførtes 1907 og blev indviet d. 3. september 1909; driften af kostskolen blev fortsat frem til afslutningsfesten d. 1. juni 1932, da skolen måtte lukke som følge af en meget trang økonomi. Der kom også en højskole til byen i 1916. Desuden fik byen frem til 1. verdenskrig jernbanestation, postekspedition og telegrafstation, hotel, mejeri og en mineralvandsfabrik. I 1906 blev oprettet et kvindesanatorium og i 1907 et børnehjem.
I 1906 havde Politikens chefredaktør Henrik Cavling taget initiativ til at oprette en såkaldt svagbørnskoloni eller friluftskole i Nærum, som fik navnet Wesselsminde. Efter Landsudstillingen i Aarhus i 1909 fik cavling flyttet avisens pavillon, der var bygget til landsudstillingen, til Wesselsminde, hvor den kom til at fungere som opholdsstue og spisesal fra 1910.
I 1911 havde Nærum 779 indbyggere, heraf ernærede 137 sig ved landbrug, 229 ved håndværk og industri, 122 ved handel og 63 ved transport.
Nærum stationsbys befolkningsudvikling var forholdsvis rolig og blev fordoblet fra 638 i 1906 til 1.272 i 1930. Allerede fra 1935 blev hele den daværende Søllerød Kommune regnet som forstad til Storkøbenhavn.

### 1949 - ca. 2000: byggerier
Den fremadskridende byudvikling fik også betydning for byplanlægningen. Da den såkaldte "Fingerplan" - Skitseforslag til Egnsplan for Storkøbenhavn - blev offentliggjort i 1947 med sit forslag om at samle den fremtidige byudvikling i hovedstadsområdet langs banelinjer, blev det også forudsat, at Nærum med Nærumbanen kunne vokse og på længere sigt udgøre et sammenhængende forstadsområde sammen med Søllerød og Holte stationsby, trafikbetjent af jernbanen og en ny Hørsholmmotorvej vest om Nærum. Fingerplanen førte til vedtagelse af byreguleringsloven i 1949, som forudsatte nedsættelse af et byudviklingsudvalg for Københavns-egnen til planlægning af den fremtidige byudvikling i Hovedstadsområdet i form af en såkaldt byudviklingsplan.
Den 6. oktober 1949 nedsattes et byudviklingsudvalg for Københavns-egnen, som den 2. maj 1951 offentliggjorde "Betænkning vedrørende Partiel Byudviklingsplan nr. 2 for Københavns-egnens byudviklingsområde". Heri konstateredes, at der var sket en mindre udstykning ved Nærum, og argumentet med trafikbetjening med Nærumbanen blev gentaget, omend denne forudsattes gjort bedre med en projekteret Lundtoftebane. Området var byggemodnet i form af kloakering og byudviklingen forudsattes ikke at være i konflikt med frednings- og friluftsinteresser. Hele det udpegede byudviklingsområde i tilknytning til Nærum blev derfor lagt i inderzone, det vil sige kunne bebygges når og hvis, kommunalbestyrelsen ønskede det.
Den oprindelige byudviklingsplan blev senere opdateret med "Betænkning vedrørende Partiel Byudviklingsplan nr. 7 for Københavns-egnens byudviklingsområde" fra 1966, som for Nærums vedkommende dog kun stadfæstede den tidligere plan og skete byudvikling.
Med udbygningen af byen fra 1950'erne og frem (bl.a. større områder med lejlighedsbyggeri) steg befolkningstallet mærkbart, og blev igen knap fordoblet fra 2.380 indbyggere i 1951 til 4.452 i 1958, hvilket siden steg til over 5.000 i 1981.
Fra 1951 til 1961 blev Nærumvænge Torv og Nærumvænge bygget. Bygningerne er tegnet af Palle Suenson. Fra 1959 til 1982 lå biografen Center Bio på Nærumvænge Torv, hvor der nu er restaurant og selskabslokaler.
I 1954 blev sygeplejehjemmet Hegnsgården opført nær biblioteket. Det er udvidet to gange. I 1977-78 opførte man en række ældreboliger i byen.

### 2000 - nu
Nærum Gymnasium, der blev bygget på stedet, hvor det gamle fattigkvarter med gadenavne som Benbrækkerstræde befandt sig, har været medvirkende til at kommunale initiativer som f.eks. at en byfornyelse blev sat i gang. I 2015 blev der opført en multihus med yderligere klasserum, grupperum og kontorer i forbindelse med gymnasiets ønske om at profilere sig som sciencegymnasium.
Siden midten af 2000'erne er der gennemført en række byggeprojekter på bl.a. Linde Alle, hvor der er opført lejligheder og rækkehuse.

## Geografi
Mod syd og øst ligger Jægersborg Hegn, hvor Bøllemosen ligger og mod vest adskiller Ravnholm Skov byen fra Søllerød og Holte. Nærum er næsten vokset sammen med Søllerød mod vest.

Nærum udgør således den del af Nærum Sogn, der ligger syd for Kighanerenden. Nærum udgør et eget ejerlav med ejerlavsnr. 13852.
Nærumgade, der er en sidegade til Lundtoftegade på Ydre Nørrebro, er opkaldt efter byen.

## Demografi
| År   | Befolkningstal |
| ---- | -------------- |
| 1906 | 638            |
| 1911 | 779            |
| 1916 | 790            |
| 1921 | 1.054          |
| 1925 | 1.120          |
| 1930 | 1.272          |
| 1935 | 1.385          |
| 1940 | 1.168          |
| 1945 | 1.742          |
| 1951 | 2.380          |
| 1958 | 4.452          |
| 1965 | 5.362          |
| 1973 | 5.830          |
| 1981 | 5.207          |

## Transport og infrastruktur
Helsingørmotorvejen (indviet i 1956) skiller byen i øst og vest, mens Skodsborgvej skiller byen i nord og syd.
Nærum Station er endestation på den vigtige lokalbane Nærumbanen, der via Kongens Lyngby kører til Jægersborg Station, hvor man kan skifte til S-tog mod hovedstaden eller mod Hillerød. Til 1923 gik banen helt til Vedbæk, men som følge af dårlig økonomi blev denne del nedlagt. Banestrækningen er siden blevet asfalteret, og hver år afholdes et halvmaraton kaldet "Griseløbet" på strækningen.
Fra stationen afgår også mange busser bl.a. linje 150S til København eller Kokkedal og linje 300S til Ishøj. Desuden afgår der busser til de omkringliggende byer som Skodsborg, Lyngby og Virum.
Den ene af Rudersdal Kommunes to genbrugspladser ligger i Nærum og bliver kaldt Containerhaven. Nærum brandstation er den ene af Rudersdal Hørsholm Brandvæsens tre brandstationer, og den ligger lige ved siden af genbrugspladsen.
Renseanlægget Rundforbi Renseanlæg ligger, som navnet antyder, tæt på Rundforbi Stadion.

## Erhverv
Flere offentlige og private virksomheder har til huse i Nærum. Det multinationale firma Brüel & Kjær, der producerer måleinstrumenter til lyd og svingninger, har sit hovedkvarter i byen ligesom Shell har sit danske hovedkvarter her. Derudover har Sun Microsystems og flere andre virksomheder afdelinger i byen. I 2013 flyttede forsikringskoncernen Willis Group sit kontor fra Hellerup til Nærum. Frem til foråret 2014 havde SKAT også en afdeling i byen, men denne blev lukket sammen med 10 andre landet over.
Byens butikstorv Nærumvænge Torv og Nærum Hovedgade har en række dagligvare- og specialbutikker.

## Uddannelse
I 2003 åbnede Nærum Gymnasium, der tilbyder almen studentereksamen. Det er blandt et af de nyeste gymnasier i Danmark, og mere end 1000 elever er indskrevet her. De første studenter dimitterede i 2006.
Der findes to skoler i Nærum, der begge tilbyder 0.-9. klasse; Nærum Skole (dannet i 1991 ved en fusion mellem de daværende Nærumgårdsskolen og Rundforbiskolen), hvor bl.a. entertaineren Anders Bircow har gået og den kristne Nærum Privatskole (oprettet 1909). På Nærum Privatskole er der oprettet et eget børnekor, Concordiakoret.

## Kultur
Nærum har to museer. Det ene er Sommer's Automobile Museum, der er ejet af Ole Sommer. Museet har en stor samling veteranbiler, modelbiler og motorer til biler, fly og skibe. I udstilling er der bl.a. et eksemplar bilmodellen kaldet OScar, der er af en af de få danskproducerede biler. Det andet museum er et af Danmarks mindste, og det er et brandmuseum indrettet i byens gamle sprøjtehus, der udstiller historiske brandhaner, brandmandsudstyr og en enkelt sprøjtevogn.
Desuden er byen også kendt for kolonihaverne De Runde Haver, der er tegnet af C.Th. Sørensen i 1948. Haverne blev fredet i 1991. I en anden kolonihaveforening, som blev oprettet i 1970 efter børnekolonien Wesselsminde blev nedlagt, i byen stod Politikens Pavillon fra Landsudstillingen i Aarhus i 1909, hvor den blev flyttet hen efter udstillingen. I 2002 stod den til nedrivning, men blev flyttet og genopført i Den Gamle By i Aarhus.
Byens bibliotek, Nærum Bibliotek, er en del af Rudersdal Bibliotekerne og har til huse i en bygning, der tidligere var en del af Nærum Avlsgård.
Nærum Kirke blev bygget i 1932 med udsigt over byens gadekær, og i 1997 blev den renoveret, og der blev lavet en tilbygning. Nærum Kirke blev center for et eget kirkedistrikt i 1958, og i 1961 blev Nærum Sogn etableret som et selvstændigt sogn (udskilt fra Vedbæk). Desuden findes også Nærum Adventistkirke (eller Adventistkirken Nærum), der er en del af Syvende Dags Adventistkirken.
Mange arkitekter har tegnet huse og andre bygninger, der er opført i Nærum:
- Bertel Udsen - Hus på Hegnsvej (1957)
- Emil Jeppesen - Nærum gamle Skole, Concordiavej 1-3 (1901)
- Finn Monies - Nærumgård (1961)
- Gerhard Rønne - Rekreationshjem for syersker, Rundforbivej (1911)
- Hans Georg Skovgaard - Tovesvej 9 (1924)
- Jean Fehmerling - Ni ens enfamiliehuse på Alleen (1948)
- Jens Ingwersen - Rundforbivej 190 (1957)
- Johannes Paludan - Enfamiliehus, Skodsborgvej 217 (1934)
- Louis Jeppesen - Nærum gamle Skole, Concordiavej 1-3 (1901)
- Mogens Lassen - Enfamiliehus Hegnsvænget 26 (1938)
- Niels Rosenkjær - Egebækgård (1922)
- Svenn Eske Kristensen - Adventistkirken (1957)
- Thomas Havning - Skolehjemmet Egevang, Egebækvej 80 (1964) og Alderdomshjemmet Egebækhus, Egebækvej 159 (1967)
- Palle Suenson - Nærum Vænge (1951-61)

Der findes også en aktiv jazzklub i byen kaldet Søllerød Jazzklub. Den holder til på Nærum Skole.

### Nærum i populærkulturen
Shu-bi-duas sang "Lavprisparadis" på albummet Shu-bi-dua 14 fra 1993 nævner Nærum Campingplads i linjen "Jeg elsker det frie liv på Nærum Campingplads/Med sol og med fælles flaskegas".
Den fiktive person Gyrithe Snørkelmose, som skriver på Politikens satirespalte At tænke sig bor i Nærum, og skriver ofte om oplevelser fra Kop & Kande-butikken på Nærumvænge Torv, hvor hun blive cikaneret af indvandrere.
I flere af den danske forfatter Anders Bodelsens værker optræder Nærum. Dette gælder bl.a. for hans kriminalroman Tænk på et tal fra 1968 foregår en del af handlingen i Nærum, hvor også filmatiseringen fra 1969 blev optaget i Nærum i de relevante scener. Ligeledes foregår dele af ungdomsromanen Operation Cobra fra 1975 i Nærum, og filmatiseringen far 1995 blev optaget i Nærum. Tv-børnekrimien eller spændingsserien Guldregn fra 1986 ligeledes af Bodelsen har også Nærum som omdrejningspunkt for handlingen.
Et hus på Nærum Hovedgade blev brugt som inspiration til Mads Skjerns tøjforretning "Tøjhuset" i tv-serien Matador. Komikerkvartetten Ørkenens Sønner brugte samme hus ved indspilning af en parodi på samme serie, kaldet Metadon, i deres show En sang fra de varme lande fra 2007. Byens gadekær blev anvendt som lokation i filmen Dronningens vagtmester fra 1963.

### Sport
Rundforbi Stadion blev bygget 1965-1970 og er tegnet af Ole Helweg og Claus Bremer. Stadionet har fodboldbaner, atletikbane og svømmehal. Det er hjemsted for Boldklubben Søllerød-Vedbæk og Søllerød Gold Diggers. Yderligere holder Søllerød Nærum Idrætsklub, SNIK, til på Rundforbi Stadion. Klubben består af 5 selvstændige klubber og blev grundlagt i 1917. Byen har også en tennisklub kaldet Nærum Tennisklub, der blev grundlagt i 1934.
Hvert efterår løbes halvmarathonen "Griseløbet" på den gamle lokalbanestrækning fra Nærum til Vedbæk.
Linjeløbene i VM i landevejscykling 2011 foregik i Rudersdal Kommune. Ruten var 14 km og blev cyklet 18 gange rundt. Den gik igennem Nærum på Rundforbivej og Skodsborgvej og havde start og mål på Geels Bakke i Holte. Ruten blev "indviet" allerede i 2010, hvor den blev benyttet til 6. og afsluttende etape af Post Danmark Rundt. Post Danmark Rundt 2011 benyttede ruten endnu engang til 6. og afsluttende etape.
Adventistspejdernes danske hovedkvarter ligger desuden i Nærum.

## Personer med tilknytning til byen
- Adam Frederik Trampe (1750-1807) - godsejer
- Aron Henning (f. 1984) - politiker
- Erik Thomsen (1908-1986) - fløjtenist
- Henrik Voldborg (f. 1936) - meteorolog
- Jens Kragh Høst (1772-1844) - advokat, forfatter og historiker
- Karl Bjarnhof (1898-1980) - journalist og forfatter
- Keld Pedersen (1913-2002) - lærer og sløjdmand
- Klaus Riskær Pedersen (f. 1955) - iværksætter, erhvervsmand og politiker
- Paul Bergsøe (1872-1963) - fabrikant og civilingeniør
- Svend Aage Remtoft (1899-1987) - fodboldspiller

## Galleri
- Luftfoto af byen
- Bil på Sommer's Automobile Museum
- Alteret i Nærum Kirke
- Parti fra De Ovale Haver.